# Slappe verdiepingbouw

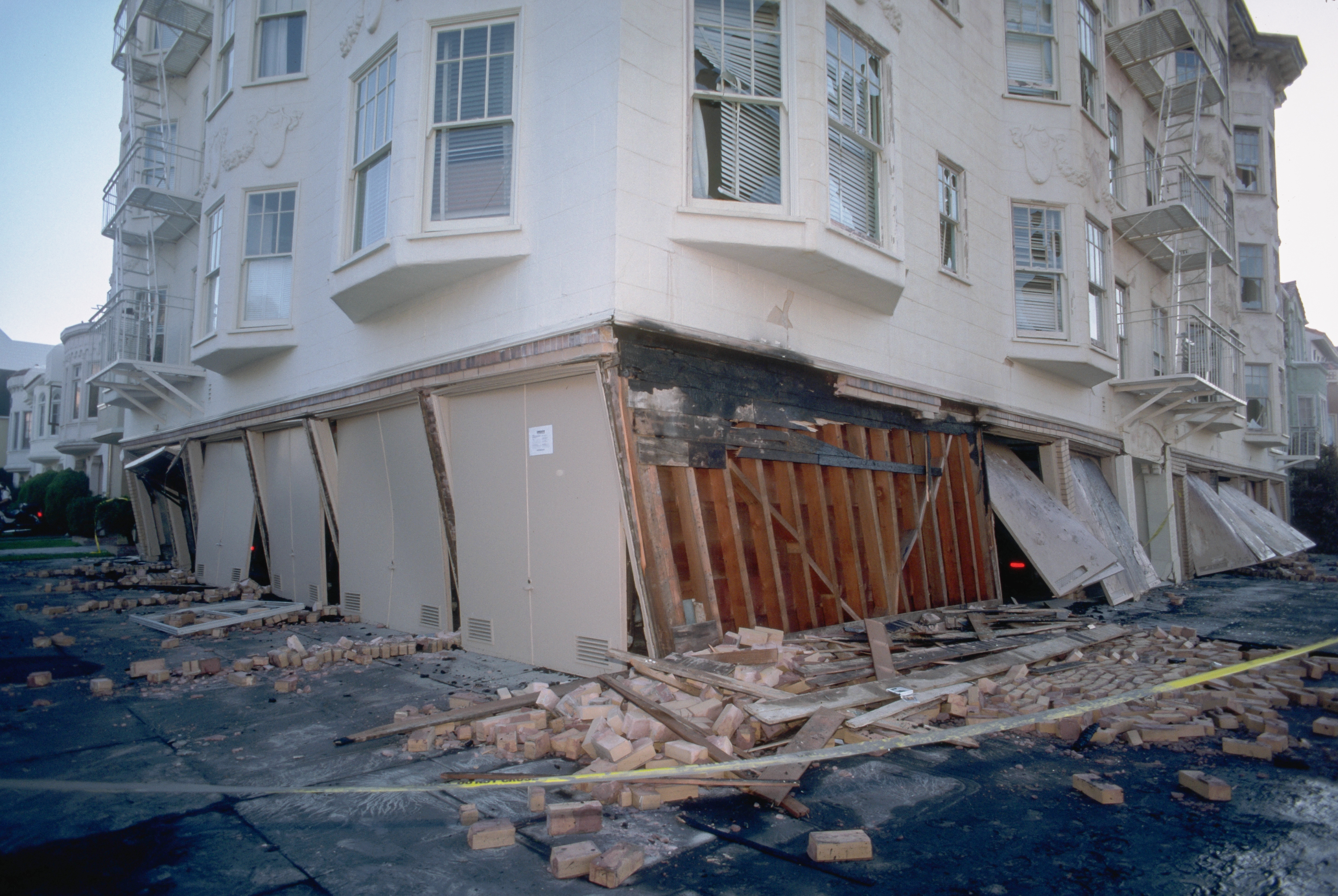
Gedeeltelijke instorting van de slappe verdieping als gevolg van onvoldoende schuifsterkte op grondniveau tijdens de aardbeving in Loma Prieta.

Een gebouw met een slappe verdieping is een gebouw met meerdere verdiepingen waarin een of meer verdiepingen ramen, brede deuren, grote open commerciële ruimtes, of andere openingen hebben op plaatsen waar normaal gesproken een afschuifmuur nodig zou zijn voor stabiliteit ten behoeve van aardbevingsbestendig ontwerp. Een typisch gebouw met een slappe verdieping is een appartementengebouw van drie of meer verdiepingen met op de begane grond grote openingen, zoals een parkeergarage of een rij winkels met grote ramen.
Gebouwen worden geclassificeerd als hebbende een slappe verdieping wanneer de stijfheid minder dan 70% is vergeleken met de verdieping er direct boven, of minder dan 80% zo stijf als de gemiddelde stijfheid van de drie verdiepingen erboven. Gebouwen met slappe verdiepingen zijn kwetsbaar voor instorting bij een matige tot zware aardbeving, een fenomeen dat bekend staat als slappe verdiepingsineenstorting. De onvoldoende verstevigde etage is relatief minder bestand tegen laterale aardbevingsbewegingen dan omliggende verdiepingen, dus een onevenredig groot deel van alle zijdelingse verschuivingen van het gebouw vinden plaats in die verdieping. Onderhevig aan onevenredige zijdelingse belasting en minder bestand tegen deze belasting, wordt de verdieping een zwak punt en kan structurele schade oplopen of volledig falen, wat op zijn beurt resulteert in de instorting van het hele gebouw.

## Aardbeving Turkije-Syrië 2023
De aardbeving in Turkije en Syrië van 2023 heeft veel gebouwen verwoest. De aanwezigheid van veel gebouwen met slappe verdiepingen verhoogde de hoeveelheid schade en het aantal slachtoffers enorm. In 2016 schortte de Turkse president Recep Tayyip Erdoğan de bouwvoorschriften op, waardoor onveilige constructie van gebouwen met meerdere verdiepingen mogelijk werd.